# International Committee on Documentation
Das International Committee on Documentation (Internationales Komitee zur Dokumentation, frz.: Comité international pour la documentation, kurz CIDOC) ist ein Komitee des internationalen Museumsverbandes International Council of Museums (ICOM).
Es hat sich zum Ziel gesetzt, Standards für die Dokumentation für Museen zu erarbeiten und an neue Gegebenheiten anzupassen. Der Entwicklungsprozess dieser Standards begann bereits 1978 und benötigte eine knapp zwanzigjährige Entwicklungszeit, um möglichst alle potentiell zu dokumentierenden Objekte zu erfassen. Der vorgelegte Dokumentationsstandard beschreibt ein Datenmodell für die Dokumentation von Museumsobjekten: The CIDOC Information Categories. Die erste Version wurde 1995 veröffentlicht. In Deutschland wurde das Modell umgesetzt in den Datenfeldkatalog zur Grundinventarisation der Arbeitsgruppe Dokumentation des Deutschen Museumsbundes.
Das International Committee for Documentation of the International Council of Museums hat außerdem das CIDOC Conceptual Reference Model (kurz CIDOC-CRM) als Arbeitsergebnis seiner CIDOC Documentation Standards Working Group (DSWG) veröffentlicht, welches aus der Arbeit der komiteeinternen Gruppe für Dokumentationsstandards hervorging. Es ist ein objektorientiertes Referenz-Datenmodell und enthält Definitionen und eine formale Struktur zur Beschreibung von Begrifflichkeiten und Beziehungen bei der Dokumentation des kulturellen Erbes.
Das International Committee for Documentation veranstaltet eine jährliche Komiteekonferenz mit unterschiedlichen Plenarsitzungen mit Beiträgen und Berichten über die Dokumentationsarbeit und neue Initiativen sowie Workshops und Arbeitsgruppen zu verschiedensten Themen und Bereichen der Dokumentationsarbeit. In der Regel finden auch Besuche in den jeweils ausrichtenden Museen statt, um die jeweilige Dokumentationspraxis kennenzulernen. Alle drei Jahre findet die Komiteekonferenz im Rahmen der Generalkonferenz aller Komitees des ICOM statt.